# Sint-Antoniusmolen (Blerick)
De Sint-Antonuismolen is een verdwenen stellingmolen in Blerick in de Nederlandse gemeente Venlo.
De molen werd ook omschreven als bergmolen en was achtkantig van vorm. Over het bouwjaar bestaat enige onduidelijkheid. Volgens de molendatabase ligt het bouwjaar vóór 1832, terwijl het gemeentearchief spreekt van een jaartal na 1839. De molen wordt echter al in het stadskadaster van 1811-1832 vermeld. Of hier sprake is van een voorganger, is niet bekend.
Volgens het Venlose gemeentearchief werd de molen na 1839 gebouwd door de uit Steyl afkomstige Gerard de Rijk. De naastgelegen woning was in 1846 gereed. De berg rond de molen werd in 1925 afgegraven en er werd een pakhuis in de afgegraven heuvel gevestigd. In 1931 plaatste Antonius Holten een dieselmotor en liet een groot stenen pakhuis bouwen.
Tegen het einde van de Tweede Wereldoorlog werd de molen, vlak voordat Blerick op 3 december 1944 werd bevrijd, in november door de Duitsers verwoest.
Benders Molen · Bovenste Molen · Distelmolen · Geërfdenmolen · Molen van Geurts · Goofersmolen · Goossensmolentje · Hellmolen · Holtmeule · Italiëmolen · Jansens Standerdmolen · Laaghuismolen · Lohofsmolen · Maagdenbergsmolen · Maalbekermolen · Molen van het Aldt Huys · De Meule · Munnikemolen · Oliemolen · Onderste Molen · Ottenmolen · Panhuismolen · Patersmolen · Peetersmolen · Picardiemolen · Polvermolen · Sint-Antoniusmolen · Spanjaertsmolen · Stadsmolen · Molen van Van der Steen · Rijstpelmolen Van Dinteren · Rosmolen Verzijl · Villegerveldsmolen · Watermeule · Watermolen Lomm · Weizemolen · Wymarse Molen